# Hotar
Hotar (trl. hotṛ, trb. hotry) – w okresie wedyjskim jedna z czterech klas kapłanów, wyspecjalizowana w recytacji hymnów Rygwedy. Na dworach królewskich do ich obowiązków należało dokonywanie ofiar jadźńa, przewidzianych rytuałem wymaganym przez Wedy.